# Abū Ishāq Ibrāhīm II.

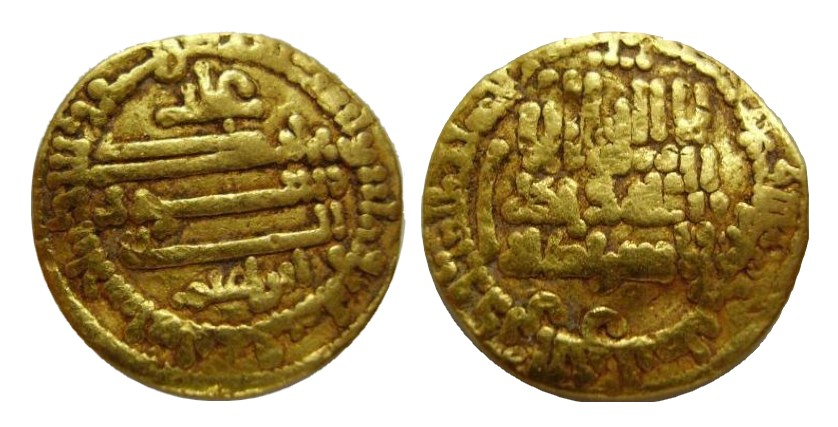
Golddinar aus der Zeit Abu Ishaq Ibrahims

Abū Ishāq Ibrāhīm II. Ahmad ibn Muhammad ibn al-Aghlab ibn Ibrāhīm ibn al-Aghlab arabisch أحمد بن محمد بن الأغلب بن إبراهيم بن الأغلب, أبو إسحاق, DMG Aḥmad b. Muḥammad b. al-Aġlab b. Ibrāhīm b. al-Aġlab, Abū Isḥāq (* 27. Juni 850; † 23. Oktober 902 in Cosenza) war der neunte Emir der Aghlabiden in Ifrīqiya und regierte von 875 bis 902.

## Leben
Abū Ishāq Ibrāhīm II. übernahm die Herrschaft von seinem Bruder Abu l-Gharaniq Muhammad II. (864–875). Auch wenn das Aghlabidenreich durch die Pest (874–875) erhebliche Bevölkerungsverluste hinnehmen musste, war es zunächst immer noch wohlhabend. So ließ Ibrāhīm II. z. B. 876 bei Kairouan mit Raqqada eine neue Residenz errichten und versuchte die Landwirtschaft durch den Ausbau der Bewässerungsanlagen weiter zu fördern. Auch beseitigte er die Steuerpacht und zog die Abgaben über die Verwaltung ein.
Dennoch begann unter Ibrāhīm II. der Niedergang der Dynastie. Auf Sizilien gelang zwar 878 die Eroberung von Syrakus, doch vertrieb Byzanz nach einem Seesieg über die Aghlabiden die Muslime aus Bari und Tarent in Apulien. Auch musste 882 ein Angriff der Tuluniden aus Ägypten abgewehrt und mehrere Aufstände der Berber gegen die tyrannische Herrschaft von Ibrāhm II. unterdrückt werden. Seit 893 begann die Mission der Ismailiten unter Abū ʿAbdallāh asch-Schīʿī bei den Kutāmaberbern in Algerien. Diese sollten später die Aghlabiden stürzen und den Fatimiden den Weg nach Ifriqiya ebnen.
Als die Unruhen in der Bevölkerung gegen die tyrannische Herrschaft von Ibrahim II. weiter zunahmen, wurde er 902 durch seinen Sohn Abu l-Abbas Abdallah II. (902–903) zur Abdankung gezwungen. Ibrāhīm II. zog sich nach Sizilien zurück, um den Kampf gegen Byzanz aufzunehmen. Bei einem Angriff auf Kalabrien starb er am 23. Oktober 902 vor Cosenza an der Ruhr.